# 劳雷亚诺·罗多
劳雷亚诺·洛佩斯·罗多（西班牙語：Laureano López Rodó，1920年11月18日—2000年3月11日），是西班牙的政治家，在弗朗西斯科·弗朗哥统治时期担任外交部部长、不管部长，他与马里亚诺·鲁维奥、阿尔韦托·卡尔沃一起推动了经济改革政策，创造了西班牙的“经济奇迹”。